# Gymnoscelis jubilata
Gymnoscelis jubilata là một loài bướm đêm trong họ Geometridae.